# Yasuhiro Hanada
Yasuhiro Hanada (japanisch 花田 康弘 Hanada Yasuhiro; * 22. Mai 1999 in der Präfektur Aichi) ist ein japanischer Fußballspieler.

## Karriere
Yasuhiro Hanada erlernte das Fußballspielen in der Mannschaft des Japan Soccer College. Seinen ersten Vertrag unterschrieb er im Januar 2020 bei Albirex Niigata (Singapur). Der Verein ist ein Ableger des japanischen Zweitligisten Albirex Niigata, der in der ersten singapurischen Liga, der Singapore Premier League, spielt. Sein Erstligadebüt gab Yasuhiro Hanada am 29. Februar 2020 im Heimspiel gegen Geylang International. Hier wurde er in der 71. Minute für Iman Hakim eingewechselt.